# Teodoro I d'Epiro

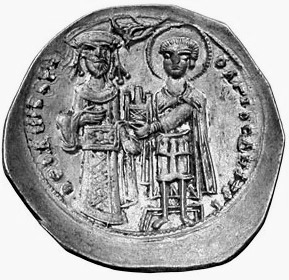
Moneta rappresentante Teodoro I insieme a san Demetrio di Tessalonica.

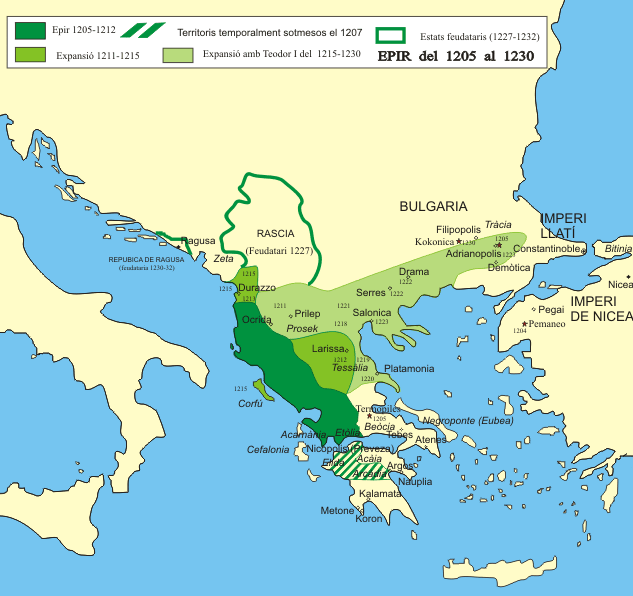
Il despotato d'Epiro dal 1205 fino al 1230.

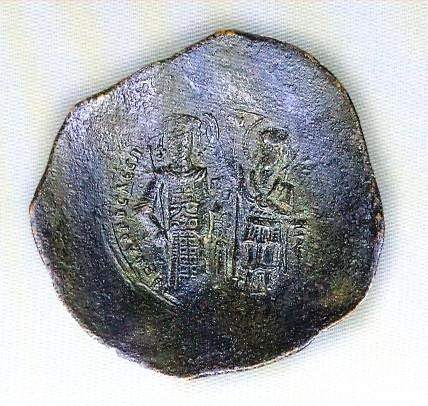
Moneta rappresentante Teodoro I.

Teodoro I d'Epiro (... – Tessalonica, 1253) fu despota d'Epiro dal 1215 al 1227 e poi imperatore dello stesso Epiro dal 1227 al 1230. Morì in prigionia a Tessalonica, nel 1253. È talvolta indicato come Teodoro Angelo Comneno Ducas.

## Teodoro despota d'Epiro
Per ottenere il potere sull'Epiro, Teodoro uccise il fratellastro Michele I Ducas.
Teodoro si preparò a un attacco a Tessalonica e, lungo il percorso, combatté i Bulgari.
Enrico di Fiandra morì mentre stava per contrattaccare; nel 1217 Teodoro catturò il suo successore Pietro II di Courtenay e, molto probabilmente (ma la cosa non è certa), lo fece uccidere.
L'Impero latino dovette comunque registrare il crescente potere dell'Impero di Nicea e non poté impedire a Teodoro di prendere Tessalonica nel 1224. L'anno seguente, in seguito alla presa di Adrianopoli da parte di Giovanni III Vatatze, Teodoro diede il via ad una campagna militare volta alla conquista della Macedonia orientale e della Tracia. Nei primi mesi del 1225 le truppe del despota conquistarono la penisola calcidica e Monte Athos. Nella primavera dello stesso anno furono espugnate Kavala, Xanthi, Grazianopoli, Mosinopoli e Didymoteicho. A fronte dell'avanzata degli Epiroti gli abitanti di Adrianopoli chiesero aiuto alle truppe di Nicea che tuttavia, dopo un accordo raggiunto con Teodoro I, dovettero ritirarsi dalla città che cadde così nelle mani degli assedianti.

## L'Impero
Nel 1227 Teodoro si incoronò imperatore bizantino, nonostante non fosse riconosciuto dalla maggior parte dei Bizantini, specialmente dal Patriarca di Nicea che appoggiava gli imperatori di Nicea.

### Battaglia di Klokonitsa
Nel 1230 ruppe l'alleanza con la Bulgaria, sperando di rimuovere dal trono Ivan Asen II, che lo aveva trattenuto dall'attaccare Costantinopoli. In vista del conflitto, Teodoro cercò 
di stabilire contatti diplomatici con Federico II di Svevia, presso il quale inviò ambasciatori nell'autunno 1229: tra questi vi era suo genero Maio Orsini, conte di Cefalonia, probabile artefice della mediazione, il cui risultato fu forse anche l'invio di truppe di Federico per la battaglia di Klokotnica.
Nella battaglia di Klokotnitsa (avvenuta nei pressi di Haskovo, in Bulgaria), lo zar bulgaro sconfisse, catturò e accecò Teodoro.
Nel 1236, suo nipote Michele II Ducas prese il potere in Epiro e a Corfù.

## La fine
Teodoro fu infine rilasciato e governò Tessalonica come vassallo del despotato d'Epiro, insieme a suo fratello Manuele. Ma ben presto la sua vita sarebbe finita: poiché il despota Michele II Ducas non aveva mantenuto i patti intercorsi con Giovanni III Vatatze, quest'ultimo cinse d'assedio Tessalonica; durante la battaglia, Teodoro e la sua guarnigione furono sconfitti. Teodoro fu incarcerato, e si spense dopo un po' di anni.

## Ascendenza
|                   |   |                   | Genitori         |  |  | Nonni |  |  | Bisnonni |  |  | Trisnonni |  |
|                   |   |                   |                  |  |  |       |  |  | …        |  |  | …         |  |
|                   |   |                   |                  |  |  |       |  |  | …        |  |  | …         |  |
|                   |   | …                 |                  |  |  |       |  |  | …        |  |  |           |  |
| Costantino Angelo |   |                   |                  |  |  |       |  |  | …        |  |  |           |  |
|                   |   | …                 | …                |  |  |       |  |  |          |  |  |           |  |
|                   |   | …                 | …                |  |  |       |  |  |          |  |  |           |  |
|                   |   | …                 | …                |  |  |       |  |  |          |  |  |           |  |
| Giovanni Ducas    |   | …                 |                  |  |  |       |  |  |          |  |  |           |  |
|                   |   | Alessio I Comneno | Giovanni Comneno |  |  |       |  |  |          |  |  |           |  |
|                   |   | Alessio I Comneno | Giovanni Comneno |  |  |       |  |  |          |  |  |           |  |
|                   |   | Alessio I Comneno | Anna Dalassena   |  |  |       |  |  |          |  |  |           |  |
| Teodora Comnena   |   | Alessio I Comneno |                  |  |  |       |  |  |          |  |  |           |  |
|                   |   | Irene Ducaena     | …                |  |  |       |  |  |          |  |  |           |  |
|                   |   | Irene Ducaena     | …                |  |  |       |  |  |          |  |  |           |  |
|                   |   | Irene Ducaena     | …                |  |  |       |  |  |          |  |  |           |  |
| Teodoro I d'Epiro |   | Irene Ducaena     |                  |  |  |       |  |  |          |  |  |           |  |
|                   | … | …                 |                  |  |  |       |  |  |          |  |  |           |  |
|                   | … | …                 |                  |  |  |       |  |  |          |  |  |           |  |
|                   | … | …                 |                  |  |  |       |  |  |          |  |  |           |  |
| …                 | … |                   |                  |  |  |       |  |  |          |  |  |           |  |
|                   |   | …                 | …                |  |  |       |  |  |          |  |  |           |  |
|                   |   | …                 | …                |  |  |       |  |  |          |  |  |           |  |
|                   |   | …                 | …                |  |  |       |  |  |          |  |  |           |  |
| Zoe Ducas (?)     |   | …                 |                  |  |  |       |  |  |          |  |  |           |  |
|                   |   | …                 | …                |  |  |       |  |  |          |  |  |           |  |
|                   |   | …                 | …                |  |  |       |  |  |          |  |  |           |  |
|                   |   | …                 | …                |  |  |       |  |  |          |  |  |           |  |
| …                 |   | …                 |                  |  |  |       |  |  |          |  |  |           |  |
|                   |   | …                 | …                |  |  |       |  |  |          |  |  |           |  |
|                   |   | …                 | …                |  |  |       |  |  |          |  |  |           |  |
|                   |   | …                 | …                |  |  |       |  |  |          |  |  |           |  |
|                   |   | …                 |                  |  |  |       |  |  |          |  |  |           |  |